# 北海道道932号上渚滑原野上渚滑線
北海道道932号上渚滑原野上渚滑線（ほっかいどうどう932ごう かみしょこつげんやかみしょこつせん）は、北海道紋別郡滝上町と紋別市を結ぶ一般道道（北海道道）である。

## 概要
路線名の「上渚滑原野」とは、起点周辺の地名である。

### 路線データ
- 起点：北海道紋別郡滝上町雄鎮内（国道273号交点）
- 終点：北海道紋別市上渚滑町下立牛（北海道道306号丸瀬布上渚滑線交点）
- 路線延長：8.5 km（総延長）

## 歴史
- 1977年（昭和52年）3月31日 路線認定[1]。

## 路線状況

### 道路施設
主な橋梁
- 大雄橋（渚滑川）
- 三竜橋（立牛川）

## 地理

### 通過する自治体
- オホーツク総合振興局
  - 紋別郡滝上町
  - 紋別市

### 交差する道路
滝上町
- 国道273号 - 雄鎮内（起点）

紋別市
- 北海道道306号丸瀬布上渚滑線 - 上渚滑町下立牛（終点）